# Sphéno-couronne
Pour les articles homonymes, voir J86.
La sphéno-couronne est une figure géométrique faisant partie des solides de Johnson (J86). 
C'est un des solides de Johnson élémentaires qui n'apparaît pas à partir de manipulation en « copier/coller » de solides de Platon et de solides d'Archimèdes.
Les 92 solides de Johnson furent nommés et décrits par Norman Johnson en 1966.